# علي سعيدي سياف
علي سعيدي سياف:من مواليد 15 مارس 1978 بقسنطينة عاصمة الشرق الجزائري.
عداء ألعاب القوى اختصاص 5000م و 1500م أي المسافات نصف الطويلة
وصيف البطل الأولمبي في مسافة 5000م لألعاب سيدني الأولمبية

## إنجازاته

### اللألعاب الأولمبية
- الألعاب الأولمبية سيدني 2000
  -  ميدالية فضية في مسافة 5000م لألعاب سيدني الأولمبية 2000

### الألعاب الإفريقية
- الألعاب الإفريقية 1998
  -  ميدالية ذهبية في مسافة 5000م في الألعاب الإفريقية 1998
  -  ميدالية برونزية في مسافة 1500م في الألعاب الإفريقية 1998

## وصلات خارجية
- علي سعيدي سياف على موقع الاتحاد الدولي لألعاب القوى (الإنجليزية)
- علي سعيدي سياف على موقع اللجنة الأولمبية الدولية (الإنجليزية)
- علي سعيدي سياف على موقع أوليمبيديا (الإنجليزية)
- البطاقة التقنية للعداء